# Östra Göinge kontrakt
Östra Göinge Provsti eller Øster Gønge Provsti (svensk: Östra Göinge kontrakt eller Östra Göinge prosteri) er et provsti i Lunds Stift indenfor Svenska kyrkan. Provstiets menigheder virker indenfor Osby kommun og Östra Göinge kommun.
Provstiet ligger i det nordøstlige Skåne, og det ligger stort set i det gamle Øster Gønge Herred.
Provstiet blev oprettet i 1722, da Gønge Provsti blev delt i Øster Gønge Provsti og Vester Gønge Provsti.